# シュトゥットガルト・オープン
シュトゥットガルト・オープン（Stuttgart Open）は、毎年6月にドイツのシュトゥットガルトで開催されるATPツアー250のテニストーナメントである。2014年までクレーで行われたが、2015年からは芝の大会となる。
この大会で1995年と96年にトーマス・ムスターが連覇を達成している。

## 大会歴代優勝者

### シングルス
1978年以後
| 年               | 優勝者                           | 準優勝者                         | スコア                            |
| ---------------- | -------------------------------- | -------------------------------- | --------------------------------- |
| 2025             | テイラー・フリッツ               | アレクサンダー・ズベレフ         | 6-3, 7-6(7-0)                     |
| 2024             | ジャック・ドレイパー             | マッテオ・ベレッティーニ         | 3-6, 7-6(7-5), 6-4                |
| 2023             | フランシス・ティアフォー         | ヤン＝レナルト・シュトルフ       | 4-6, 7-6(7-1), 7-6(10-8)          |
| 2022             | マッテオ・ベレッティーニ         | アンディ・マリー                 | 6-4, 5-7, 6-3                     |
| 2021             | マリン・チリッチ                 | フェリックス・オジェ＝アリアシム | 7-6(7-2), 6-3                     |
| 2020             | 開催中止                         | 開催中止                         | 開催中止                          |
| 2019             | マッテオ・ベレッティーニ         | フェリックス・オジェ＝アリアシム | 6-4, 7-6(13-11)                   |
| 2018             | ロジャー・フェデラー             | ミロシュ・ラオニッチ             | 6-4, 7-6(7-3)                     |
| 2017             | リュカ・プイユ                   | フェリシアーノ・ロペス           | 4-6, 7-6(7-5), 6-4                |
| 2016             | ドミニク・ティーム               | フィリップ・コールシュライバー   | 6-7(2-7), 6-4, 6-4                |
| 2015             | ラファエル・ナダル               | ビクトル・トロイツキ             | 7-6(7-3), 6-3                     |
| 2014             | ロベルト・バウティスタ・アグート | ルカシュ・ロソル                 | 6-3, 4-6, 6-2                     |
| 2013             | ファビオ・フォニーニ             | フィリップ・コールシュライバー   | 5-7, 6-4, 6-4                     |
| 2012             | ヤンコ・ティプサレビッチ         | フアン・モナコ                   | 6-4, 5-7, 6-3                     |
| 2011             | フアン・カルロス・フェレーロ     | パブロ・アンドゥハル             | 6-4, 6-0                          |
| 2010             | アルベルト・モンタニェス         | ガエル・モンフィス               | 6-2, 1-2 途中棄権                 |
| 2009             | ジェレミー・シャルディー         | ビクトル・ハネスク               | 1-6, 6-3, 6-4                     |
| ↑ ATPツアー250 ↑ |                                  |                                  |                                   |
| 2008             | フアン・マルティン・デル・ポトロ | リシャール・ガスケ               | 6-4, 7-5                          |
| 2007             | ラファエル・ナダル               | スタニスラス・ワウリンカ         | 6-4, 7-5                          |
| 2006             | ダビド・フェレール               | ホセ・アカスソ                   | 6-4, 3-6, 6-7(3-7), 7-5, 6-4      |
| 2005             | ラファエル・ナダル               | ガストン・ガウディオ             | 6-3, 6-3, 6-4                     |
| 2004             | ギリェルモ・カナス               | ガストン・ガウディオ             | 5-7, 6-2, 6-0, 1-6, 6-3           |
| 2003             | ギリェルモ・コリア               | トミー・ロブレド                 | 6-2, 6-2, 6-1                     |
| ↑ ATPツアー500 ↑ |                                  |                                  |                                   |
| 2002             | ミハイル・ユージニー             | ギリェルモ・カナス               | 6-3, 3-6, 3-6, 6-4, 6-4           |
| ↑ ATPツアー250 ↑ |                                  |                                  |                                   |
| 2001             | グスタボ・クエルテン             | ギリェルモ・カナス               | 6-3, 6-2, 6-4                     |
| 2000             | フランコ・スキラーリ             | ガストン・ガウディオ             | 6-2, 3-6, 4-6, 6-4, 6-2           |
| 1999             | マグヌス・ノーマン               | トミー・ハース                   | 6-7(6-8), 4-6, 7-6(9-7), 6-0, 6-3 |
| 1998             | グスタボ・クエルテン             | カロル・クチェラ                 | 4-6, 6-2, 6-4                     |
| 1997             | アレックス・コレチャ             | カロル・クチェラ                 | 6-2, 7-5                          |
| 1996             | トーマス・ムスター               | エフゲニー・カフェルニコフ       | 6-2, 6-2, 6-4                     |
| 1995             | トーマス・ムスター               | ヤン・アペル                     | 6-2, 6-2                          |
| 1994             | アルベルト・ベラサテギ           | アンドレア・ガウデンツィ         | 7-5, 6-3, 7-6(7-5)                |
| 1993             | マグヌス・グスタフソン           | ミヒャエル・シュティヒ           | 6-3, 6-4, 3-6, 4-6, 6-4           |
| 1992             | アンドレイ・メドベデフ           | ウェイン・フェレイラ             | 6-1, 6-4, 6-7(5-7), 2-6, 6-1      |
| 1991             | ミヒャエル・シュティヒ           | アルベルト・マンシーニ           | 1-6, 7-6(11-9), 6-4, 6-2          |
| 1990             | ゴラン・イワニセビッチ           | ギリェルモ・ペレス＝ロルダン     | 6-7, 6-1, 6-4, 7-6                |
| ↑ ATPツアー500 ↑ |                                  |                                  |                                   |
| 1989             | マルティン・ハイテ               | ゴラン・プルピッチ               | 6-3, 6-2                          |
| 1988             | アンドレ・アガシ                 | アンドレス・ゴメス               | 6-4, 6-2                          |
| 1987             | ミロスラフ・メチージュ           | ヤン・グンナーソン               | 6-0, 6-2                          |
| 1986             | マルティン・ハイテ               | ヨナス・スベンソン               | 7-5, 6-2                          |
| 1985             | イワン・レンドル                 | ブラッド・ギルバート             | 6-4, 6-0                          |
| 1984             | アンリ・ルコント                 | ジーン・メイヤー                 | 7-6, 6-0, 1-6, 6-1                |
| 1983             | ホセ・ヒゲラス                   | ハインツ・ギュンタード           | 6-1, 6-1, 7-6                     |
| 1982             | ラメシュ・クリシュナン           | サンディ・メイヤー               | 5-7, 6-3, 6-3, 7-6                |
| 1981             | ビョルン・ボルグ                 | イワン・レンドル                 | 1-6, 7-6, 6-2, 6-4                |
| 1980             | ビタス・ゲルレイティス           | ヴォイチェフ・フィバク           | 6-2, 7-5, 6-2                     |
| 1979             | トマシュ・スミッド               | ウルリッヒ・ピナー               | 6-4, 6-0, 6-2                     |
| 1978             | ウルリッヒ・ピナー               | キム・ウォーウィック             | 6-4, 6-2, 7-6                     |

### ダブルス
1978年以後
| 年               | 優勝者                                              | 準優勝者                                              | スコア                |
| ---------------- | --------------------------------------------------- | ----------------------------------------------------- | --------------------- |
| 2019             | ジョン・ピアーズ ブルーノ・ソアレス                 | ロハン・ボパンナ デニス・シャポバロフ                 | 7-5, 6-3              |
| 2018             | フィリップ・ペッシュナー ティム・プッツ             | ロベルト・リンドステット マルチン・マトコフスキ       | 7-6(7-5), 6-3         |
| 2017             | ジェイミー・マリー ブルーノ・ソアレス               | オリバー・マラチ マテ・パビッチ                       | 6-7(4-7), 7-5, [10-5] |
| 2016             | マーカス・ダニエル アルチョム・シタック             | オリバー・マラチ ファブリス・マルタン                 | 6-7(4-7), 6-4, [10-8] |
| 2015             | ロハン・ボパンナ フロリン・メルジャ                 | アレクサンダー・ペヤ ブルーノ・ソアレス               | 5-7, 6-2, [10-7]      |
| 2014             | マテウシュ・コワルチク アルチョム・シタック         | ギリェルモ・ガルシア＝ロペス フィリップ・オズワルド   | 2-6, 6-1, [10-7]      |
| 2013             | ファクンド・バグニス トマス・ベルッシ               | トマシュ・ベドナレク マテウシュ・コワルチク           | 2-6, 6-4, [11-9]      |
| 2012             | ジェレミー・シャルディー ルカシュ・クボット         | ミハル・メルティナク アンドレ・サ                     | 6-1, 6-3              |
| 2011             | ユルゲン・メルツァー フィリップ・ペッシュナー       | マルセル・グラノリェルス マルク・ロペス               | 6-3, 6-4              |
| 2010             | カルロス・ベルロク エドゥアルド・シュワンク         | クリストファー・カス フィリップ・ペッシュナー         | 7-6(7-5), 7-6(8-6)    |
| 2009             | フランティシェク・チェルマク ミハル・メルティナク   | ビクトル・ハネスク ホリア・テカウ                     | 7-5, 6-4              |
| ↑ ATPツアー250 ↑ |                                                     |                                                       |                       |
| 2008             | クリストファー・カス フィリップ・コールシュライバー | ミヒャエル・ベラー ミーシャ・ズベレフ                 | 6-3, 6-4              |
| 2007             | フランティシェク・チェルマク レオシュ・フリエドル   | ギリェルモ・ガルシア＝ロペス フェルナンド・ベルダスコ | 6-4, 6-4              |
| 2006             | ガストン・ガウディオ マックス・ミルヌイ             | イブ・アレグロ ロベルト・リンドステット               | 7-5, 6-7, [12-10]     |
| 2005             | ホセ・アカスソ セバスチャン・プリエト               | マリアノ・オード トミー・ロブレド                     | 7-6, 6-3              |
| 2004             | イジー・ノバク ラデク・ステパネク                   | シーモン・アスペリン トッド・ペリー                   | 6-2, 6-4              |
| 2003             | トマーシュ・ツィブレツ パベル・ビズネル             | エフゲニー・カフェルニコフv ケビン・ウリエット        | 3-6, 6-3, 6-4         |
| ↑ ATPツアー500 ↑ |                                                     |                                                       |                       |
| 2002             | ジョシュア・イーグル ダヴィッド・リクル             | デビッド・アダムズ ガストン・エトリス                 | 6-3, 6-4              |
| ↑ ATPツアー250 ↑ |                                                     |                                                       |                       |
| 2001             | ギリェルモ・カナス ライナー・シュットラー           | マイケル・ヒル ジェフ・タランゴ                       | 4-6, 7-6, 6-4         |
| 2000             | イジー・ノバク ダヴィッド・リクル                   | ルーカス・アーノルド・カー ドナルド・ジョンソン       | 5-7, 6-2, 6-3         |
| 1999             | ジャイミ・オンシンス ダニエル・オルサニック         | アレクサンダー・キティノフ ジャック・ウェイト         | 6-2, 6-1              |
| 1998             | オリビエ・ドレートル ファブリス・サントロ           | ジョシュア・イーグル ジム・グラブ                     | 6-1, 3-6, 6-3         |
| 1997             | グスタボ・クエルテン フェルナンド・メリジェニ       | ドナルド・ジョンソン フランシスコ・モンタナ           | 6-4, 6-4              |
| 1996             | リボル・ピメク バイロン・タルボット                 | トマス・カーボネル フランシスコ・ロイグ               | 6-2, 5-7, 6-4         |
| 1995             | トマス・カーボネル フランシスコ・ロイグ             | エリス・フェレイラ ヤン・シーメリンク                 | 3-6, 6-3, 6-4         |
| 1994             | スコット・メルビル ピート・ノーバル                 | ヤッコ・エルティン ポール・ハーフース                 | 7-6, 7-5              |
| 1993             | トム・ニーセン シリル・スーク                       | ゲーリー・ミュラー ピート・ノーバル                   | 7-6, 6-3              |
| 1992             | グレン・レイエンデッカー バイロン・タルボット       | マルク・ロセ ハビエル・サンチェス                     | 4-6, 6-3, 6-4         |
| 1991             | ウォリー・マスー エミリオ・サンチェス               | オマール・カンポレーゼ ゴラン・イワニセビッチ         | 4-6, 6-3, 6-4         |
| 1990             | ピーター・アルドリッチ ダニー・ヴィッサー           | パー・ヘンリクソン Nicklas Utgren                     | 6-3, 6-4              |
| ↑ ATPツアー500 ↑ |                                                     |                                                       |                       |
| 1989             | ペトル・コルダ トマシュ・スミッド                   | Florin Segărceanu シリル・スーク                      | 6-3, 6-4              |
| 1988             | セルヒオ・カサル エミリオ・サンチェス               | アンダース・ヤリード ミカエル・モーテンセン           | 4-6, 6-3, 6-4         |
| 1987             | リック・リーチ ティム・ポーサット                   | ミカエル・ペルンフォルス マグナス・タイドマン         | 6-3, 6-4              |
| 1986             | ハンス・ギルデマイスター アンドレス・ゴメス         | マンスール・バーラミ ディエゴ・ペレス                 | 6-4, 6-3              |
| 1985             | イワン・レンドル トマシュ・スミッド                 | アンディ・コールバーグ ジョアン・ソアレス             | 3-6, 6-4, 6-2         |
| 1984             | サンディ・メイヤー アンドレアス・マウラー           | フリッツ・ビューニング ファーディ・テイガン           | 7-6, 6-4              |
| 1983             | アナンド・アムリトラジ マイク・バウアー             | パベル・スロジル トマシュ・スミッド                   | 4-6, 6-3, 6-2         |
| 1982             | マーク・エドモンドソン ブライアン・ティーチャー     | アンドレアス・マウラー ウォルフガング・ポップ         | 6-3, 6-1              |
| 1981             | ピーター・マクナマラ ポール・マクナミー             | マーク・エドモンドソン マイク・エステップ             | 2-6, 6-4, 7-6         |
| 1980             | コリン・ダウデスウェル フルー・マクミラン           | クリス・ルイス ジョン・ユール                         | 6-3, 6-4              |
| 1979             | コリン・ダウデスウェル フルー・マクミラン           | ヴォイチェフ・フィバク パベル・スロジル               | 6-4, 6-2, 2-6, 6-4    |
| 1978             | ヤン・コデシュ トマシュ・スミッド                   | カルロス・キルメイヤー ベルス・プラヨー               | 6-3, 7-6              |